# وستلند
وستلند (به لاتین: Vestland) یکی از استان‌های نروژ می‌باشد که ۱ ژانویه ۲۰۲۰ تأسیس شده‌است. وستلند ۳۳٬۸۷۰٫۹۹ کیلومتر مربع مساحت و ۶۳۶٬۵۳۳ نفر جمعیت دارد.